# Deceased
I Deceased sono un gruppo musicale death metal originario della Virginia fondato nel 1985.

## Storia del gruppo

### Le origini (1985-1989)
La band fu fondata all'inizio del 1985 da King Fowley (voce), Doug Souther e Mark Adams (chitarristi) sulla scia di gruppi quali Metallica, Slayer e Venom. La formazione si completò con gli arrivi del batterista Marcel DeSantos, un compagno di scuola del cantante, e poi del bassista Rob Sterzel.
Nel 1986 il batterista abbandonò la band e venne sostituito da King Fowley che da quel momento si occupò sia della parti vocali che di quelle alla batteria. Lo stesso anno incisero il primo demo The Evil Side of Religion. In seguito distribuirono altri demo grazie a quali cominciarono a farsi una reputazione tra i fans delle sonorità estreme. Nel 1988 il bassista rimase vittima di un tragico incidente automobilistico e così Les Snyder entrò a far parte della band.

### I primi album (1990-1996)
Nel 1990 diventarono il primo gruppo ad aver siglato un accordo con la Relapse Records, la quale, nei due anni successivi, pubblicò rispettivamente l'EP Gut Wrench e il disco d'esordio intitolato Luck of the Corpse la cui copertina ritrae una scena del film I tre volti della paura di Mario Bava. Lo stesso anno Doug Souther lasciò la band e venne sostituito da Mike Smith.
Il secondo album in studio, The Blueprints for Madness uscì nel 1995 preceduto da alcuni demo e dall'EP del 1993 The 13 Frightened Souls che include la cover della canzone Voivod dell'omonimo gruppo canadese. In seguito pubblicarono la raccolta, a tiratura limitata, Death Metal from the Grave contenente materiale proveniente dai demo e dai live.

### Il cambio di stile (1997-oggi)
Nel 1997 e nel 2000 pubblicarono rispettivamente Fearless Undead Machines e Supernatural Addiction, questi album furono acclamati dalla critica e segnarono la svolta musicale del gruppo che aggiunse massicce dosi melodiche alle composizioni, proponendo uno stile ibrido tra l'heavy metal tradizionale e il thrash/death metal delle precedenti pubblicazioni. Il primo dei due è una sorta di concept incentrato sull'invasione degli zombi tratta dalle pellicole di George Romero, il secondo invece si ispira a racconti, serie televisive e film dell'orrore. Nel frattempo parteciparono anche al disco di tributo ai Mercyful Fate The Unholy Sounds of the Demon Bells realizzando una loro versione del brano Doomed by the Living Dead.
Nel 2001 incisero l'EP Behind the Mourner's Veil, composto da sette tracce di cui quattro cover, che sancì l'ultima pubblicazione della band con l'etichetta Relapse. In seguito uscirono il live Up the Tombstones!!! Live 2000, il cover album di soli pezzi punk Rotten to the Core (registrato nel 2004 col nuovo batterista Dave Castillo) e ben cinque raccolte tra cui Zombie Hymns. Quest'ultima è stata compilata con le cover (realizzate negli anni passati) delle canzoni di alcuni gruppi metal che hanno influenzato la band, oltre a Not to Touch the Earth dei Doors.
Il quinto disco di inediti intitolato As the Weird Travel On uscì nel 2005 seguito, due anni dopo, dall'EP Inject the Ugliness, ancora una volta formato da quattro cover tra cui un brano dei Running Wild e uno degli Agent Steel. In seguito la band pubblicò altre due compilation e un live oltre a prendere parte in due split.  In questo periodo il chitarrista Mike Smith lasciò il posto a Shane Fuegel e Dave Castillo, a causa di problemi familiari, venne sostituito da altri batteristi in occasione dei concerti. Per la registrazione dell'album del 2011 intitolato Surreal Overdose le parti di batteria vennero incise da King Fowley.

## Stile ed influenze
Durante i primi dieci anni di attività i Deceased proposero un death metal tecnico e aggressivo, dai riff pesanti e dalle tematiche sanguinolente, alla pari di Carcass, Napalm Death e dei primi Death. L'origine di queste sonorità deriva in parte dal fatto che il chitarrista Mark Adams fosse un fan di Venom e Slayer, sebbene il cantante King Fowley non abbia mai nascosto la sua passione per l'heavy metal di band come Black Sabbath, Judas Priest, Motörhead, Iron Maiden, Manowar, Queensrÿche e Twisted Sister. La band inoltre ha inciso una grandissima quantità di cover contemplando anche artisti speed e thrash metal tra cui Exciter, Voivod, Anthrax, Hirax, D.R.I. e Kreator.
Negli anni successivi queste influenze portarono la band a modificare il proprio stile sostituendo il groove e le ritmiche incalzanti con delle componenti melodiche. La musica si discosta quindi dal death metal classico, mantenendone il cantato growl e diventando un incrocio tra il thrash metal più violento e il metal tradizionale. Inoltre i testi delle canzoni si incentrano su argomenti meno splatter mantenendo comunque le ambientazioni e le atmosfere horror che pagano tributo ai Mercyful Fate.

## Formazione

### Formazione attuale
- Kingsley "King" Fowley – voce
- Shane Fuegel – chitarra
- Mike Smith – chitarra
- Les Snyder  – basso
- Dave "Scarface" Castillo – batteria

### Ex componenti
- Rob Sterzel – basso (1986-1988)
- Mark Adams – chitarra (1985-2007)
- Marcel DeSantos – batteria (1985-1986)
- Doug Souther – chitarra (1985-1990)

## Discografia

### Album in studio
- 1991 – Luck of the Corpse
- 1995 – The Blueprints for Madness
- 1997 – Fearless Undead Machines
- 2000 – Supernatural Addiction
- 2004 – Rotten to the Core (album di cover)
- 2005 – As the Weird Travel On
- 2011 – Surreal Overdose
- 2018 – Ghostly White

### Album dal vivo
- 2002 – Up the Tombstones!!! Live 2000
- 2010 – Stalking the Airwaves
- 2019 - Death Metal from the Dave

### Raccolte
- 1996 – Death Metal from the Grave (compilation di demo e tracce live)
- 2002 – The Radiation Year (compilation di due demo e tracce registrate nuovamente)
- 2002 – Zombie Hymns (compilation di cover)
- 2003 – Corpses, Souls & Other Strangeness (album 1991, EP 1993 e tracce bonus)
- 2004 – Legions of Arrggghhhh (due demo e live)
- 2004 – Return to the Evil Side (demo e live)
- 2009 – Worship the Coffin (tre demo, live e prove)
- 2015 – Cadaver Traditions (compilation di cover)
- 2015 – Worship the Coffin (compilation dei primi demo)

### EP
- 1991 – Gut Wrench
- 1993 – 13 Frightened Souls
- 2001 – Behind the Mourner's Veil
- 2007 – Inject the Ugliness

### Singoli
- 2000 – The Premonition
- 2011 – Cloned (Day of the Robot)
- 2012 – The Luck of the Corpse

### Split album
- 2003 – Relapse Singles Series Vol. 2 (Relapse Records)
- 2008 – The Weird Sessions / Figure in Black (Hells Headbangers Records)
- 2008 – Unpleasant Scenarios / Unholy Wrath (Rusty Axe Records)
- 2014 – The Figure of Uneasiness / Below the Deck of Opulence (Morbid Skull Records)

### Demo
- 1986 – Evil Side Of Religion
- 1988 – Birth by Radiation
- 1989 – One Night in the Cemetery!!!
- 1989 – Nuclear Exorcist
- 1990 – The Day of Death Live
- 1992 – Live with the Legions
- 1995 – Demo I 1995
- 1995 – Demo II 1995